# Antonio Gandin
Antonio Gandin (* 13. Mai 1891 in Avezzano, Provinz L’Aquila; † 24. September 1943 auf Kefalonia, Griechenland) war ein italienischer Generalmajor, der im Massaker auf Kefalonia von deutschen Soldaten erschossen wurde.

## Leben

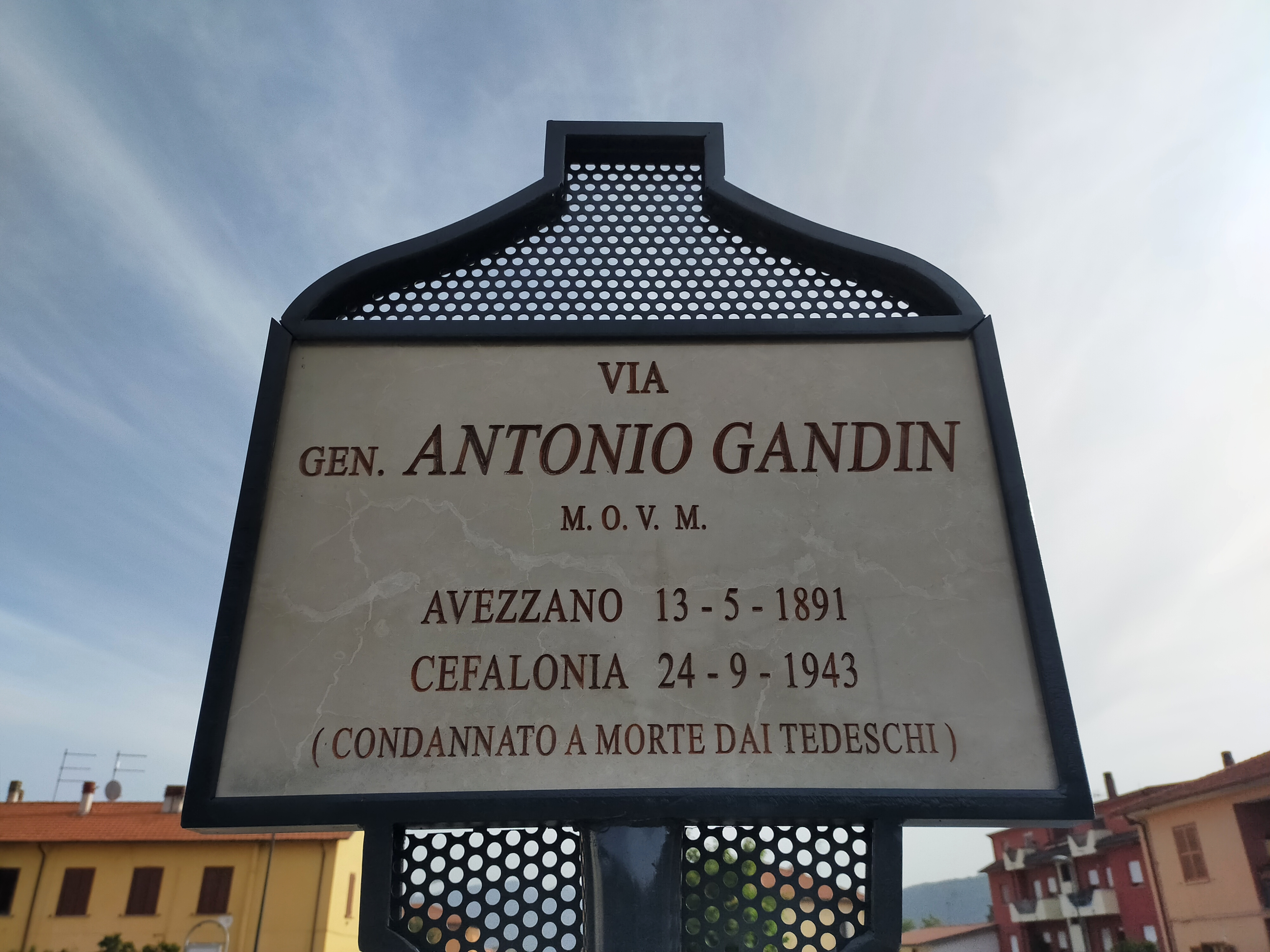
Gedenktafel in Avezzano

Antonio Gandin stammte aus einer Familie mit militärischen Traditionen, einer seiner Brüder wurde ebenfalls General. 1910 schloss er eine Ausbildung an der Militärakademie in Modena ab. 1911–1912 nahm er Italienisch-Türkischen Krieg an der libyschen Front teil. Nach Ende des Ersten Weltkrieges war er im Kriegsministerium und im Nachrichtendienst tätig und unterrichtete an der Heeres-Kriegsschule in Civitavecchia. 1935 wurde er zum Oberst ernannt und war ab 1937 Mitglied des italienischen Generalstabs. Im Zweiten Weltkrieg nahm er 1941–1942 an Kämpfen des italienischen Expeditionskorps in Russland und der 8. Armee teil.
Im weiteren Kriegsverlauf führte Gandin die Infanteriedivision Acqui, die die griechischen Mittelmeerinseln Kefalonia und Korfu besetzt hielt. Nachdem am 8. September 1943 der Waffenstillstand von Cassibile zwischen Italien und den Alliierten in Kraft getreten war, erhielt die deutsche Wehrmacht den Befehl, Italien zu besetzen und die italienischen Streitkräfte zu entwaffnen. Zahlreiche italienische Verbände widersetzten sich dem Vorgehen der Wehrmacht mit Waffengewalt, darunter die Division Acqui.
Generalmajor Gandin, der mehrere deutsche Auszeichnungen erhalten hatte, deutsch sprach und insgeheim für eine Fortsetzung des Krieges an der Seite Hitler-Deutschlands war, versuchte in Verhandlungen den ungehinderten Abzug seiner Division nach Italien zu erreichen.
Dies gelang ihm nicht. Das italienische Oberkommando ließ ihn mit seiner isolierten Division allein, obwohl es einen Befehl zum bewaffneten Widerstand erteilt hatte. Er versäumte es, das Oberkommando über die tatsächliche Situation in seiner Division zu unterrichten (nur Meldung an den deutschen Kommandeur über Befehlsverweigerungen). Das 18. Regiment auf Korfu hatte sich von Anfang an zur Wehr gesetzt, einige andere Einheiten schossen während der Verhandlungen. Die mittlerweile in Apulien gelandeten Alliierten unterließen es, die italienischen Verbände wie im Dokument von Québec vom 18. August 1943 vereinbart vom Balkan zu evakuieren oder sie bei ihrem Rückzug nach Italien zu unterstützen. Die Masse seiner Soldaten widersetzte sich ihrer Entwaffnung entschieden und war bereit, entgegen den Befehlen der deutschen Offiziere dafür zu kämpfen. Die politische Führung Italiens unterließ es, nach der von Adolf Hitler umgehend angeordneten Aktion zur Entwaffnung der italienischen Streitkräfte und zur Besetzung des italienischen Staats- und Besatzungsgebietes Deutschland sofort den Krieg zu erklären, wodurch die italienischen Soldaten in einer unklaren Lage gelassen wurden und als „Freischärler“ erschossen werden konnten.
Gandin zeigte bei den Verhandlungen mit den deutschen Stellen stets eine aufrechte und entschiedene Haltung und hörte auch die Meinung einiger seiner Einheiten, letztlich spielte für ihn aber nur der Widerstandsbefehl aus Rom eine Rolle, sowie der Umstand, dass die deutsche Seite keine definitiven Garantien für einen unbehelligten Abzug geben wollte.
Nach den Kämpfen zwischen deutschen und italienischen Verbänden wurde Gandin im Massaker auf Kefalonia mit seinen Offizieren und einem Teil seiner Soldaten von deutschen Soldaten erschossen.
Dieses Kriegsverbrechen wurde auch in Italien lange Zeit verheimlicht, u. a. weil man auf Grund der neuen weltpolitischen Lage seinen NATO-Verbündeten Deutschland nicht in Verlegenheit bringen wollte. Erst in den letzten Jahren erfolgte eine umfassende Untersuchung der Vorgänge und der Versuch einer objektiveren und entideologisierten Bewertung des Massakers und des Verhaltens des Generals Antonio Gandin.
Gandin wurde postum mit der Tapferkeitsmedaille in Gold ausgezeichnet.